# Concealer

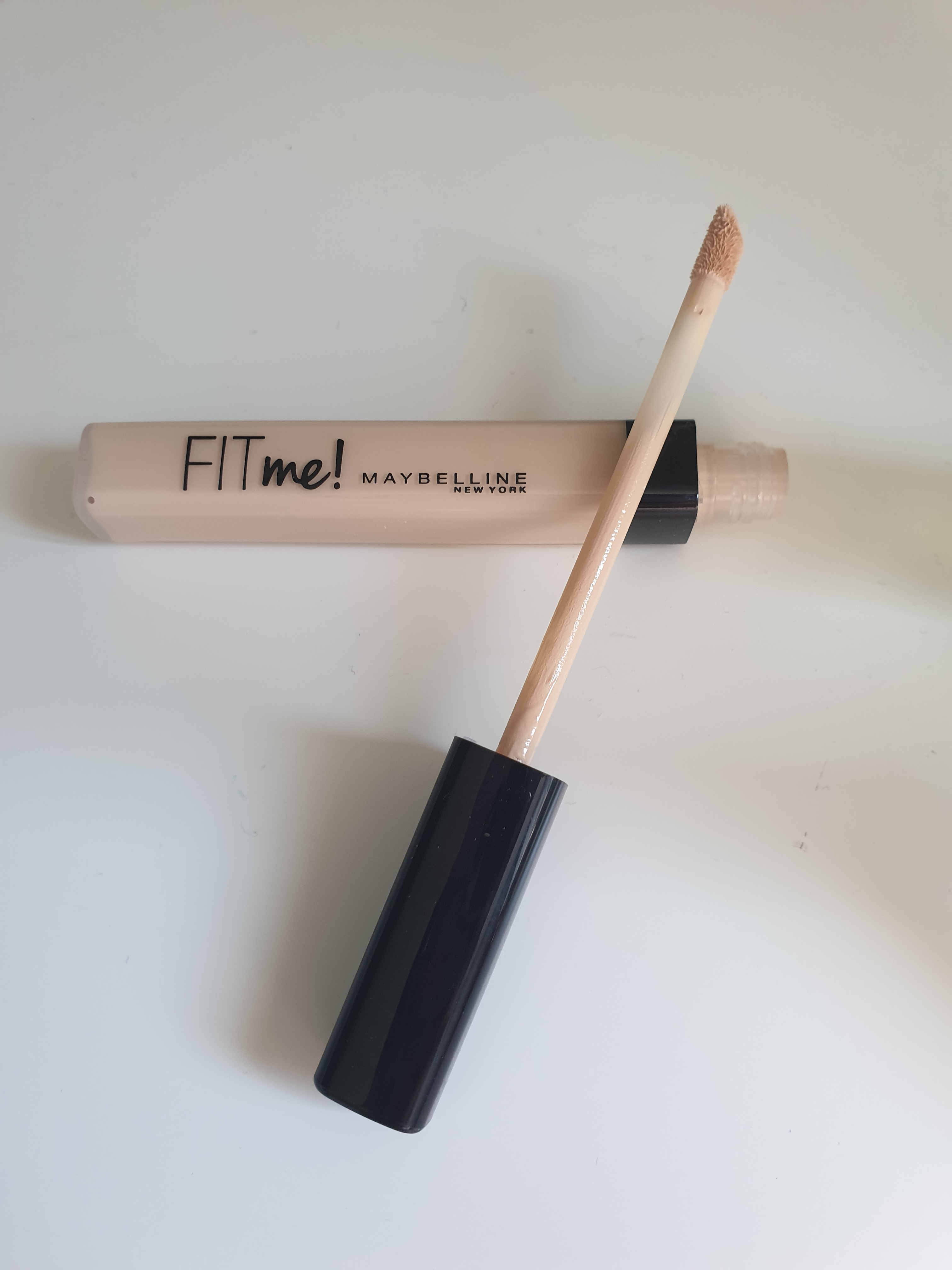
En Maybeline Fit Me concealer

Concealer är en form av smink  som används för att dölja strukturella och färgmässiga ojämnheter i huden. Concealer används för att täcka mörka ringar under ögonen eller finnar. Concealer är ofta hudfärgad, men det finns även mer gröna och gula nyanser beroende på vilket resultat man vill uppnå. Grönfärgad concealer används för att dölja röda partier i huden, exempelvis blodkärl och rodnader. Medan gulfärgad concealer används för att dölja mörka ringar under ögonen. 
Concealer finns även i olika former, kräm, flytande och som stiftform. 
Ordet "concealer" är belagt i svenska språket sedan 1995. Ordet kommer från engelskans ord "concealer" med samma betydelse.